# 楡木駅

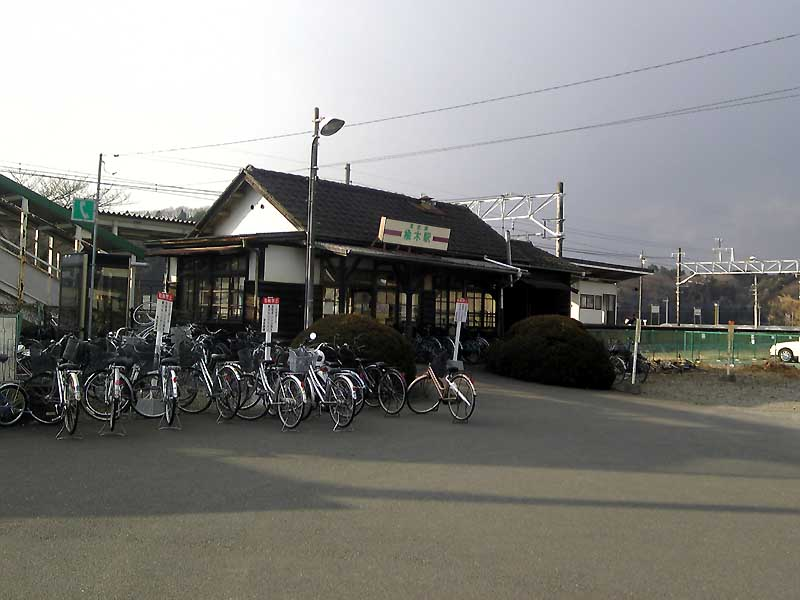
旧駅舎（2007年1月）

楡木駅（にれぎえき）は、栃木県鹿沼市楡木町にある東武鉄道日光線の駅。駅番号はTN 16。

## 歴史
- 1929年（昭和4年）4月1日 - 杉戸駅（現・東武動物公園駅）から新鹿沼駅まで開通と同時に開業[1]。
- 1973年（昭和48年）9月1日 - 駅無人化（簡易委託開始）。
- 2012年（平成24年）3月17日 - TN 16の駅ナンバリングを導入。

## 駅構造

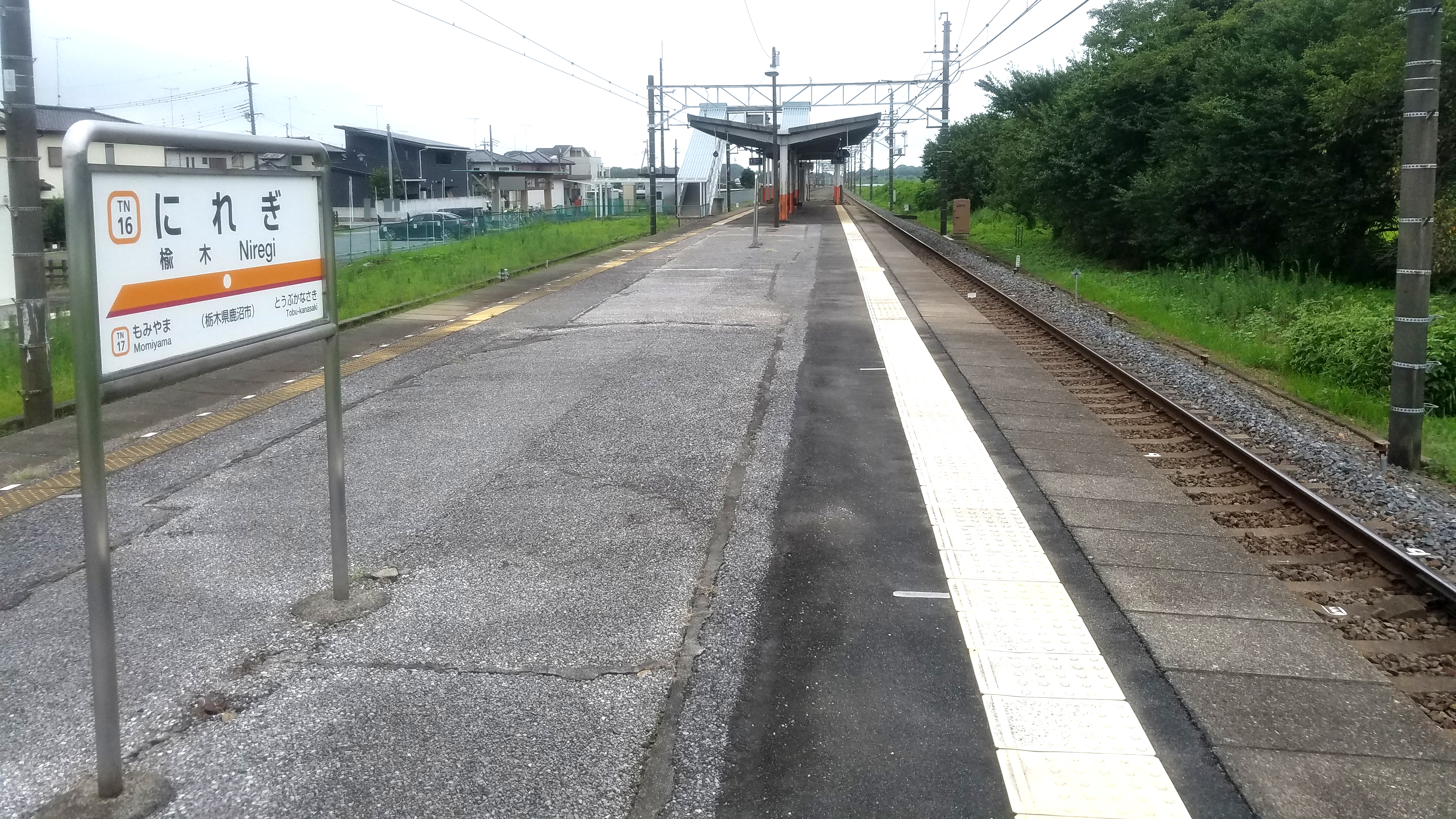
ホーム（2021年8月）

島式ホーム1面2線を有する地上駅。駅舎は線路の東側にあり、浅草寄りにホームと連絡する跨線橋がある。駅員無配置駅。以前、乗車券は駅前の民家で委託発売されていたが、2022年3月31日をもって委託が終了した。 駅前には楡木駅開設記念碑が建立されている。碑文は根津嘉一郎（初代）による。

### のりば
| 番線 | 路線   | 方向 | 行先         |
| ---- | ------ | ---- | ------------ |
| 1    | 日光線 | 上り | 浅草方面     |
| 2    | 日光線 | 下り | 東武日光方面 |

- 上記の路線名は旅客案内上の名称（「東武スカイツリーライン」は愛称）で表記している。

## 利用状況
2024年度の1日平均乗降人員は210人である。
近年の1日平均乗降・乗車人員の推移は下表の通り。
| 年度               | 1日平均 乗降人員 | 1日平均 乗車人員 | 出典       |
| ------------------ | ---------------- | ---------------- | ---------- |
| 2000年（平成12年） | 391              | 190              |            |
| 2001年（平成13年） | 362              | 175              |            |
| 2002年（平成14年） | 341              | 166              |            |
| 2003年（平成15年） | 326              | 158              |            |
| 2004年（平成16年） | 321              | 155              |            |
| 2005年（平成17年） | 323              | 156              |            |
| 2006年（平成18年） | 311              | 151              |            |
| 2007年（平成19年） | 264              | 127              |            |
| 2008年（平成20年） | 267              | 131              |            |
| 2009年（平成21年） | 269              | 131              |            |
| 2010年（平成22年） | 246              | 119              |            |
| 2011年（平成23年） | 231              | 111              |            |
| 2012年（平成24年） | 234              | 113              |            |
| 2013年（平成25年） | 239              | 115              |            |
| 2014年（平成26年） | 237              | 114              |            |
| 2015年（平成27年） | 218              | 105              |            |
| 2016年（平成28年） | 244              | 119              |            |
| 2017年（平成29年） | 251              | 123              |            |
| 2018年（平成30年） | 264              | 130              |            |
| 2019年（令和元年） | 254              | 125              |            |
| 2020年（令和02年） | 215              |                  | [ 東武 3 ] |
| 2021年（令和03年） | 210              | 104              | [ 東武 4 ] |
| 2022年（令和04年） | 222              | 110              | [ 東武 5 ] |
| 2023年（令和05年） | 211              | 104              | [ 東武 6 ] |
| 2024年（令和06年） | 210              | 103              | [ 東武 1 ] |

## 駅周辺
- 鹿沼市役所南押原コミュニティセンター
- 楡木郵便局
- 鹿沼72カントリークラブ
- 国道293号（通称・日光例幣使街道）
- 国道352号
- 栃木県道6号宇都宮楡木線（通称・楡木街道）
- 栃木県道127号楡木停車場線
- 黒川
- 千葉省三記念館
- 鹿沼市民バス（リーバス）「楡木駅前」停留所

## 隣の駅
東武鉄道
 日光線
■急行
通過
■普通
東武金崎駅 (TN 15) - 楡木駅 (TN 16) - 樅山駅 (TN 17)